# Teamgym
Teamgym eller Spring-rytme gymnastik er en gren af gymnastikken, hvor man blander det yndefulde rytmiske med de kraftfulde spring.
Det er en holdsport, og et hold består at 6-12 gymnaster. Alle gymnaster skal deltage i rytmeserien, men kun 6 gymnaster skal springe i hver omgang. Længden af rytmeserien varierer mellem de forskellige rækker, men der skal i alle rækker (på nær B rækkerne) springes tre omgange på henholdsvis fiberbane og trampet. På fiberbanen er der krav om, at der skal springes en forlæns og en baglæns omgang, den tredje er valgfri. På trampet er der krav om, at mindst en omgang skal være over redskab (bord/ pegasus / saltoplint), en omgang med skruer og en omgang dobbeltroterende spring. Der konkurreres i følgende rækker: B: begynder A: den rigtige konkurrence
- Micro B, piger/drenge max 10 år
- Macro B, piger/drenge max 12 år
- Micro A, piger/drenge/mix max 10 år
- Mini A, piger/drenge/mix max 14 år
- Junior A, piger/drenge/mix max 17 år
- Senior A, damer/herrer/mix min. 15 år.

Hver række inddeles i divisioner efter niveau med ca. 8 hold i hver division.

## Oprindelse
Spring-rytme gymnastik er især et nordisk fænomen. Den udspringer af den lange tradition for frivillig foreningsgymnastik, der senere er blevet mere eller mindre professionaliseret. Spring-rytme gymnastikken er stadig i udvikling, og reglementet opdateres jævnligt. F. eks introducerede man gymnasterne for den moderne pegasus, som alternativ til den oprindelige saltoplint. Nu er der også kommet et rytme gulv, som gymnasterne laver deres rytmeserie på. Det er lavet af 3,5 cm. Skum, og et filt overlæg. Det er 7 måtter af  2*20 m.

## Konkurrence Program
TeamGym konkurrencer er for hold, og afvikles som mange kamp i følgende discipliner:

### Rytmeserie (Floor) i TeamGym
I TeamGym er rytmeserien, også kaldet gulvprogrammet, én af de tre hoveddiscipliner. Rytmeserien udføres af hele holdet på et 14 x 16 meter stort rytmegulv og varer mellem 2 minutter og 15 sekunder og 2 minutter og 45 sekunder. Serien skal udføres til instrumental musik og består af koreograferet bevægelse, gymnastik og dans med fokus på synkronitet, variation og æstetik.

#### Objekter i vurderingen
Rytmeserien bedømmes ud fra tre separate scoringer:
- C-score (Composition / Komposition) – Maks. 2,0 point

C-scoren gives for opfyldelsen af bestemte kompositionskrav, som skal være markeret på tariffformularen. Der fratrækkes 0,2 point for hvert krav, der ikke er opfyldt.
- D-score (Difficulty / Sværhedsgrad) – Åben værdi

D-scoren består af værdien af op til 10 forskellige svære elementer udført korrekt under serien. Disse skal vælges fra bestemte kategorier og udføres efter tekniske retningslinjer
- E-score (Execution / Udførelse) – Maks. 10,0 point   E-scoren vurderer, hvordan øvelsen udføres – herunder teknik, synkronitet, spænding, præcision og kunstnerisk udtryk. Der kan gives en bonus på 0,1 for særlig flot udførelse.

#### Krav til indhold
Der skal indgå præcis én af hver af følgende elementtyper, som alle tæller med i D-scoren og skal markeres på tariffen:
- Balanceelementer: 3 stk.
- Spring, hop eller hink: 3 stk.
- Akrobatiske elementer: 2 stk.
- Gruppeelement: 1 stk.

- Fleksibilitetselement: 1 stk.

Derudover er der krav til kompositionen:
- 1 rytmisk sekvens (RS) – en bevægelsessekvens med tempoændring, hvor alle gymnaster bevæger sig kontinuerligt på tværs af gulvet
- 1 vanskelighedselement i bevægelsessekvens (DS) – et spring eller akrobatisk element indlejret i flydende koreografi
- 2 planbevægelser (forlæns/baglæns og sideværts)
- 8 forskellige formationer, hvoraf:
  - 1 skal være en stor formation (LF)
  - 1 skal være en lille kompakt formation (SF)
  - 1 skal være en bevægelsesmæssig buet formation (CF)[1]

### Baneserie (Tumbling) i TeamGym
Baneserien, eller tumbling, er én af de tre konkurrencediscipliner i TeamGym – sammen med rytmeserie (gulv) og trampet. I denne disciplin skal gymnasterne udføre en række kraftfulde og teknisk krævende spring på en lang, fjedrende bane.
En baneserie består af tre runder (serier/omgange) for hvert hold, hvor seks gymnaster deltager i hver runde. Alle gymnaster skal udføre den samme springserie, som afsluttes med en fælles landing på måtte.
Baneserien foregår på en tumblingbane, der typisk er omkring 14–15 meter lang, og med en landingsmåtte i forlængelse. Banen er fjedrende og designet til at give gymnasterne mulighed for at udføre høje og komplekse spring.

### Scoring og vurdering
Som i de øvrige discipliner bedømmes baneserien ud fra tre separate scores:
- C-score (Composition / Komposition) – Maks. 2,0 point   Her vurderes om kompositionskravene er opfyldt i hver af de tre runder. Mangler eller fejl giver fradrag.
- D-score (Difficulty / Sværhedsgrad) – Åben værdi   Sværhedsgraden af de enkelte spring i hver runde tæller med her. D-scoren er summen af sværhedsværdier for hver gymnast, divideret med antal gymnaster.
- E-score (Execution / Udførelse) – Maks. 10,0 point   Her vurderes teknik, spænding, kontrol og landinger. Store tekniske fejl, som fx fald eller forkert landingsposition, giver store fradrag.

### Krav til indhold (C-scoren)
For at opnå den maksimale C-score skal følgende kompositionskrav være opfyldt:
- Tre forskellige runder/serier – hver med forskellige springkombinationer
- Minimum én runde skal indeholde en serie med 3 spring, hvoraf det sidste har minimum 540° rotation (1½ skruer)
- En anden runde skal indeholde et samlet rotationsomfang på mindst 900° (summen af rotationer i salto og skruer)
- Der skal være variation i springenes karakter (f.eks. forskel på skruer, saltoer, forlæns/baglæns spring)
- Ingen gymnast må gentage præcis samme serie i flere runder
- en en af runderne skal alle på holdet lave den samme serie (dette kaldes også holdomgangen)

### D-score – sværhedsgrad
Hver gymnast får point for de elementer, de udfører i serien. De mest almindelige elementer er:
- Salto baglæns med og uden skruer
- Forlæns saltoer
- Dobbeltsaltoer
- Whipbacks, flik-flak og rondat (bruges til opbygning og tempo)

Hvert element har en fast pointværdi ud fra et regalement. Kun de to sværeste elementer i en serie tæller med til D-scoren.

### E-score – udførelse
Udførelsen vurderes af fire dommere. Der gives fradrag for fejl såsom:
- Urene landinger
- Mangel på spænding eller kraft
- Dårlig kropskontrol i spring
- Fald eller spring udenfor banen
- Uensartethed i holdet

### Spring på trampet
En trampetserie i TeamGym udføres på en opsætning med trampet og landingsmåtte. Serien består af tre runder, hvor mindst seks gymnaster i hver runde springer det samme spring. Trampet udføres i samme stil som banen – hele holdet udfører én samlet omgang ad gangen. Springene skal være synkrone, teknisk præcise og afsluttes med en fælles landing på måtten.
I mindst én af runderne skal holdet anvende en Pegasus (også kendt som “hest” eller “plest”) – her springer gymnasterne over hesten som en aktiv del af springet.

## Spring

### forlæns(generelt)
- Saltomortale (også bare kaldt salto)
- Dobbelt Saltomortale (også bare kaldt dobbeltsalto)
- Dobbelt out (lukket) (dobbelt salto med halv skrue)
- Dobbelt out (hoftebøjet) (dobbelt salto med halv skrue)
- Dobbelt out (strakt) (dobbelt salto med halv skrue)
- Barani (en halv skrue)
- Barani-in
- Full
- Full-in
- Full-half
- Full-full
- Rudy
- Rudy-in
- Randy
- Randy-in
- Addy
- Addy-in
- Andy (også kaldet pindy opkaldt efter mads pind)
- Triple out (udføres i lukket, hofte el. strakt)
- Full-half-back (udføres lukket el. strakt)
- Full-full-half (udføres lukket el. strakt)
- Full- full-rudy (udføres lukket el. strakt)
- Quad out (udføres lukket indtil videre)

### baglæns (slut-spring)
- Double-Salto (udføres i lukket, hofte el. strakt)
- Full-in (udføres lukket el. strakt)
- full-half (udføres lukket el. strakt)
- full-full (udføres lukket el. strakt)
- Miller (udføres lukket el. strakt)
- Killer (udføres strakt)
- Killer+
- Triple baglænder (udføres lukket el. hofte)
- Full-in triff (udføres lukket el. hofte)

### Pegasus
- over-slag
- over-slag out (en double out hvor du har hænderne på Pegasus inden den første rotation) (udføres i lukket, hofte el. strakt)
- over-slag rudy (udføres strakt)
- over-slag randy (udføres strakt)
- over-slag double out ( triple rotation, udføres lukket, hofte el. strakt)
- over-slag full-half (udføres lukket el. strakt)
- tsukahara (udføres i lukket, hofte el. strakt)
- tsukahara-full (udføres lukket el. strakt)

Se også Gymnastiske øvelser og springgymnastik.

## Danske placeringer ved EM for seniorer
- 1996: en 1. plads i mixrækken og en 2. plads i herrerækken
- 1998: en 2. plads i mixrækken og en 1. og en 3. plads i herrerækken
- 2000: guld i alle 3 rækker + 2. sølv og en bronzemedalje
- 2002: guld i alle rækker og 3 bronze
- 2004: 2 guld og en bronze medalje
- 2006: to guld, en sølv og 2 bronzemedaljer.
- 2008: guld i mix og herrer. Sølv i herrer og bronze i damerækken
- 2010: guld i herrerækken, sølv i mixrækken
- 2012: guld i herre og mixrækken
- 2014: guld i herre og mixrækken, bronze i damerækken
- 2016: guld i herrerækken, sølv i mixrækken og bronze i damerækken
- 2018: guld i herrerækken, sølv i mixrækken og bronze i damerækken

## Konkurrencer i Danmark
- Åbent Jysk Mesterskab
- SM begynderkonkurrence Micro-Macro
- Fyns Mesterskaberne(FM)
- Nordjysk Mesterskab
- SM Mini-Junior-Senior
- Mini-kvalifikation(DM)
- Mini Finale DM og Forbundsmesterskab
- Junior - Kvalifikation
- Junior - Finale DM og Forbundsmesterskab
- Efterskole DM
- Senior - Kvalifikation
- Senior - Finale DM
- Danmarksmesterskaberne (Også kendt som Winners) - De fire bedste hold i alle rækker (første pulje/division)
- Senior-Junior - Europamesterskabet  (Hvert andet år.)

 Der er for få eller ingen kildehenvisninger i denne artikel, hvilket er et problem. Du kan hjælpe ved at angive troværdige kilder til de påstande, som fremføres i artiklen.

## WINNERS FINAL placeringer Senior-Herre
| årstal | 1. Plads            | 2. Plads            | 3.Plads           | 4. Plads           |
| ------ | ------------------- | ------------------- | ----------------- | ------------------ |
| 2015   | Gjellerup Sdr. S.G. | TeamGym Aarhus(TGA) | Gladsaxe IF       | Svendborg GF       |
| 2016   | Gjellerup Sdr. S.G. | TeamGym Aarhus(TGA) | Svendborg GF      | Gadstrup TeamGym   |
| 2017   | Gjellerup Sdr. S.G. | TeamGym Aarhus(TGA) | Svendborg GF      | Gladsaxe IF        |
| 2018   | Gjellerup Sdr. S.G. | Svendborg GF        | Gladsaxe IF       | Roskilde TeamGym   |
| 2019   | Gjellerup Sdr. S.G. | TeamGym Aarhus(TGA  | Svendborg GF SH 1 | Svendborg GF SH 2  |
| 2020   | N/A                 | N/A                 | N/A               | N/A                |
| 2021   | N/A                 | N/A                 | N/A               | N/A                |
| 2022   | Svendborg GF        | Gladsaxe IF         | TeamGym Aarhus    | Gjellerup Sdr. S.G |
| 2023   | Gladsaxe IF         | TeamGym Aarhus      | Svendborg GF      | Gjellerup Sdr. S.G |
| 2024   | Gladsaxe IF SH 1    | Svendborg GF        | TeamGym Aarhus    | Gladsaxe IF SH 2   |
| 2025   | Gladsaxe IF SH 1    | TeamGym Aarhus SH 1 | Gladsaxe IF SH 2  | GF Køge Bugt SH 1  |